# Maria Teresa da Silva Gusmão

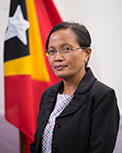
Maria Teresa da Silva Gusmão

Maria Teresa da Silva Gusmão (* 30. Juni 1973 in Baucau, Portugiesisch-Timor) ist eine Politikerin aus Osttimor. Sie ist Mitglied der Partido Democrático (PD).
Gusmão war von 1995 bis 1998 Sekretärin für Java und Bali der Ikatan Mahasiswa dan Pelajar Timor Timur (IMPETTU), die staatliche indonesisch-osttimoresische Studentenorganisation, die von der RENETIL unterwandert wurde. Von 1998 bis 2008 arbeitete sie als Sekretärin des Bischofs von Baucau. Sie arbeitete als Dozentin an der Universidade Cristal de Baucau und als Lehrerin an einer Sekundarschule in Baucau, zudem ist sie Präsidentin der Mulher Democrático, der Frauenorganisation der PD, in der Gemeinde Baucau.
Bei den Parlamentswahlen in Osttimor 2017 kandidierte Gusmão auf Platz 6 der Parteiliste der PD und zog erfolgreich in das Nationalparlament Osttimors als Abgeordnete ein. Hier wurde sie Fraktionsvorsitzende der PD und Mitglied in der Kommission für konstitutionelle Angelegenheiten, Justiz, Öffentliche Verwaltung, lokale Rechtsprechung und Korruptionsbekämpfung (Kommission A). Bei den Parlamentswahlen 2018 verpasste Gusmão knapp den Einzug in das Parlament auf Listenplatz 6.
Bei den Parlamentswahlen 2023 kandidierte Gusmão auf Platz 3 der Liste der  PD und zog wieder in das Nationalparlament ein. Am 26. Juni wurde sie in der zweiten Parlamentssitzung zur ersten stellvertretenden Parlamentssekretärin gewählt.